# Chiesa di Santa Maria del Rosario

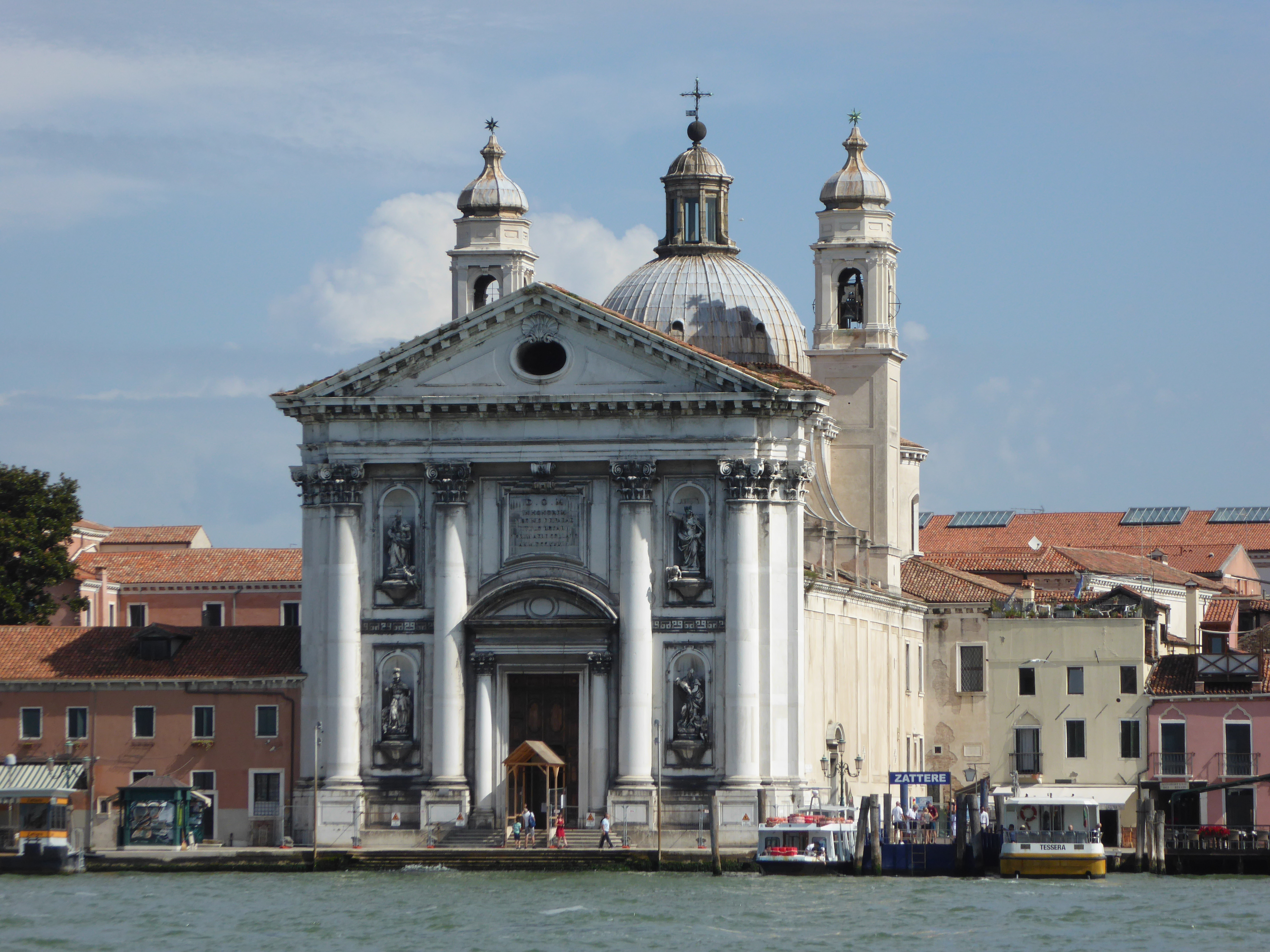
Voorgevel van de Chiesa dei Gesuati

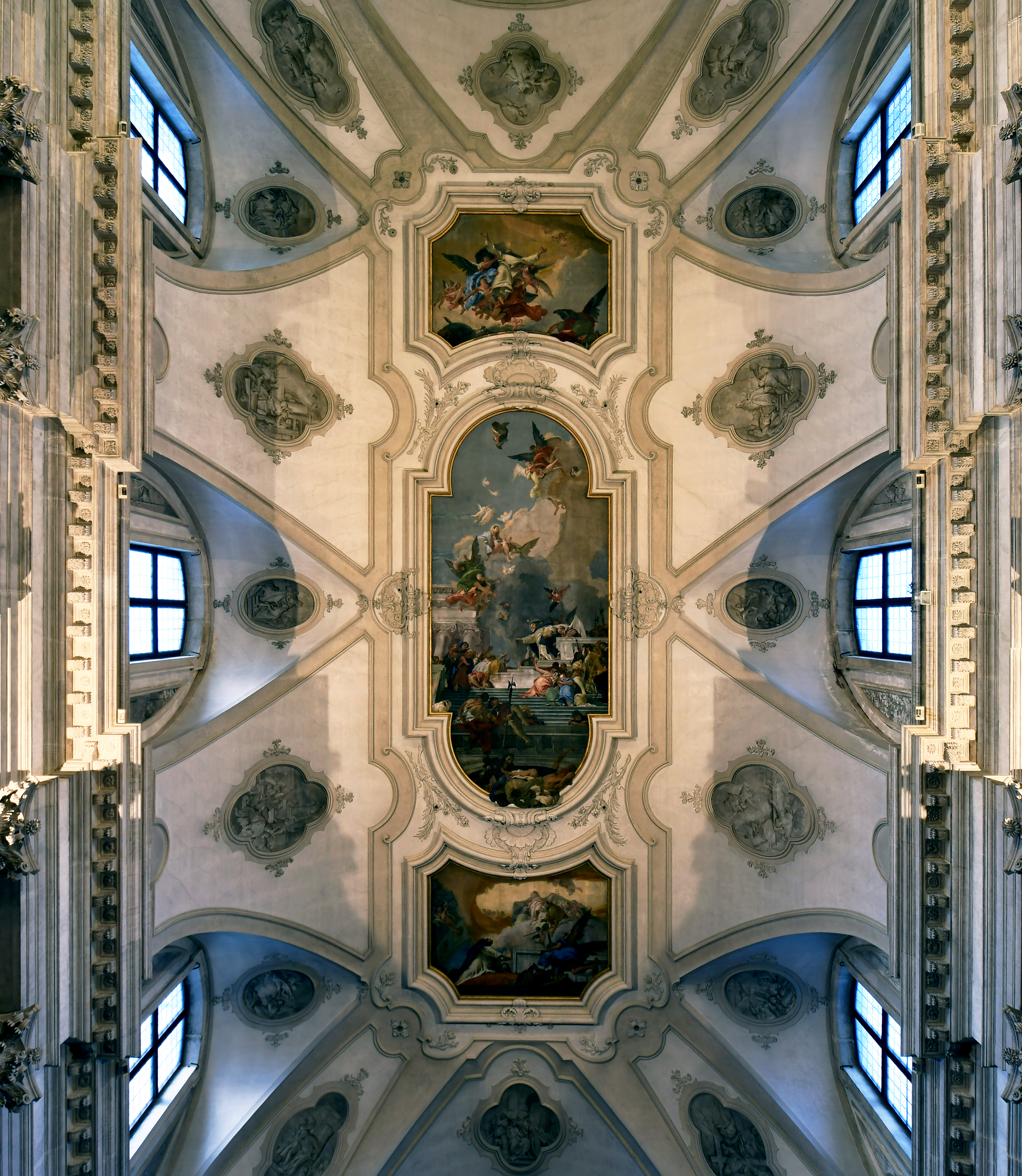
De fresco's op het plafond van het schip van de hand van Giovanni Battista Tiepolo

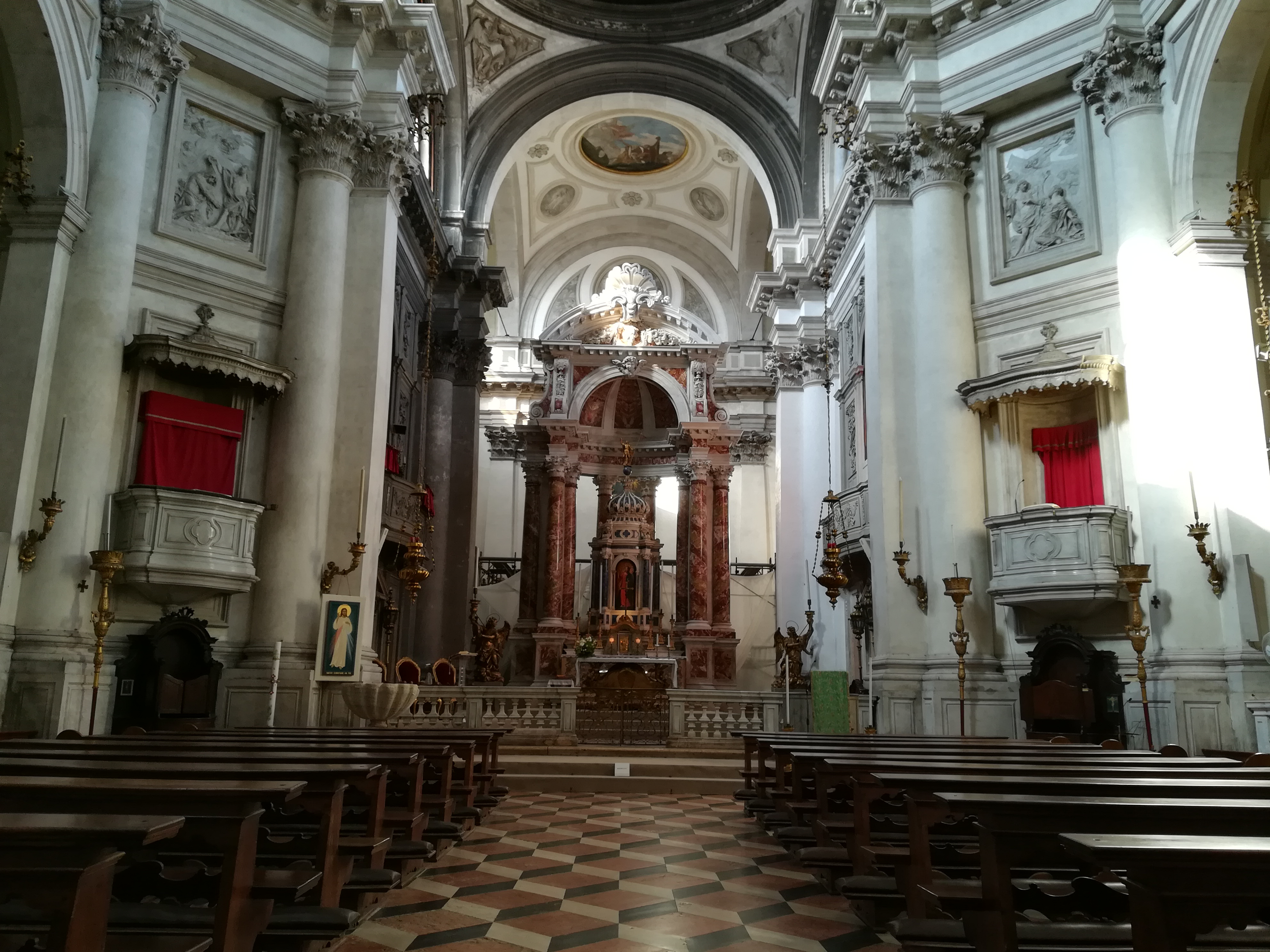

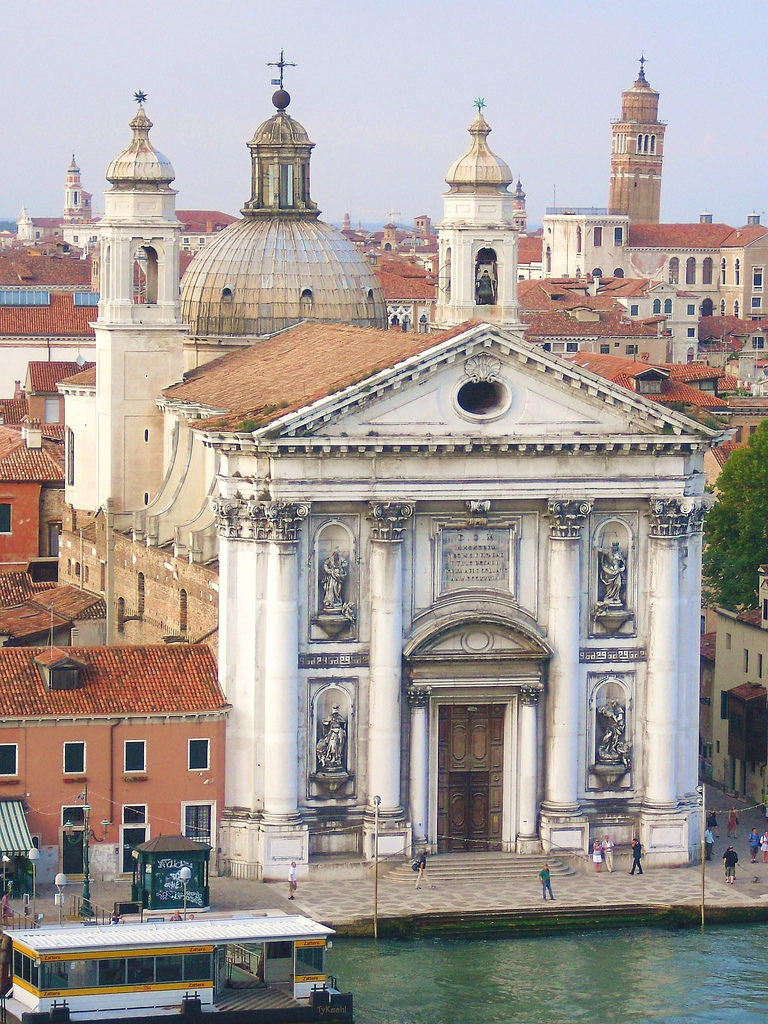

De Chiesa di Santa Maria del Rosario, algemeen gekend als de Chiesa dei Gesuati, is een katholieke kerk in de sestiere Dorsoduro in de Italiaanse stad Venetië.  De barokkerk, gewijd aan Onze-Lieve-Vrouw van de Heilige Rozenkrans, is gebouwd tussen 1724 en 1736, naar ontwerp van de architect Giorgio Massari. De kerk werd geconsacreerd in 1562. De kerk ligt aan de Fondamenta delle Zattere, de noorderkaai van het Canale della Giudecca.

## Geschiedenis
De naam Gesuati (vertaald: Jesuaten) komt van de in 1668 opgeheven religieuze orde, een derde orde van penitenten, die leefden naar de regel van Sint-Augustinus en oorspronkelijk bij hun oprichting in 1360 de Clerici apostolici Sancti Hieronymi (Klerken van Sint-Jeroen) genoemd werden. De Jesuaten waren aanwezig in Venetië sinds circa 1390 en hadden doorheen de 15e eeuw een klooster met aangrenzend een kerk opgetrokken, de kerk die nu als de Chiesa di Santa Maria della Visitazione van Dorsoduro bekend is, maar toen gewijd werd als de Chiesa di San Gerolamo dei Gesuati. Na de opheffing van de orde door paus Clemens IX, kochten de Dominicanen kerk en klooster in 1669. Toen zij in 1724 zo'n 50 meter meer westwaarts ten opzichte van de San Gerolamo dei Gesuati de bouw startten van hun, grotere, kerk, de Chiesa di Santa Maria del Rosario, bleef de link met de Gesuati en werd hun nieuwe bouwwerk ook gekend als de Chiesa dei Gesuati.
Met de opheffing van religieuze orden door Napoleon in 1810 werd ook het Dominicanenklooster opgeheven, en werd de Santa Maria del Rosario een parochiekerk. Het klooster en aanhorigheden gingen over in handen van verschillende ordes.
De Chiesa di Santa Maria del Rosario werd de hoofdkerk van een grote parochie die zich uitstrekte in Dorsoduro van de 
Chiesa di San Trovaso, zo'n 100 meter ten westen van de hoofdkerk tot de Punta della Dogana in het oosten. De in het gebied van de parochie gelegen Chiesa dello Spirito Santo en de Basiliek van Santa Maria della Salute dienden als nevenkerken in de parochie van de Gesuati. De kerken van Sant'Agnese en Santa Maria della Visitazione (de oude kerk van de Gesuati, later ook bekend als de Artigianelli) vallen ook op het grondgebied van de parochie van de Gesuati, maar zijn autonome kloosterkerken waar de bediening wordt verzorgd door de respectievelijke broeders die nog steeds hun eigen klooster in de directe omgeving hebben.

## Gebouw
Om het gewicht van de voorgevel te dragen, moesten 270 palen in de grond worden geslagen. Gigantische Korinthische pilasters ondersteunen een zwaar driehoekig fronton. Het hoofdportaal, bekroond door een gebogen fronton met daarboven een inscriptie, wordt geflankeerd door vier nissen met grote beelden die de vier kardinale deugden vertegenwoordigen: Voorzichtigheid, Rechtvaardigheid, Moed en Gematigdheid. Deze beelden waren tussen 1736 en 1737 het werk van vier beeldhouwers, respectievelijk Gaetano Susali, Francesco Bonazza, Giuseppe Bernardi Torretto en Alvise Tagliapietra.
Hoewel de buitenmuren een eenvoudige rechthoek vormen, heeft het interieur van het schip (omgeven door Korinthische zuilen die een hoofdgestel met afgeronde hoeken ondersteunen) de schijnbare vorm van een ellips. Er zijn drie altaren achter de lijn van de pilaren aan elke kant.
Het schip is aan beide zijden goed verlicht door grote hoge ramen, die pronken met de contrasterende tinten van de witte muren en grijze steen.

## Interieur en kunstwerken
De plafonddecoratie werd toevertrouwd aan Giovanni Battista Tiepolo die in mei 1737 een contract tekende bij de Dominicanen. Het werd voltooid in 1739. Er zijn drie fresco's in het plafond. Het dichtst bij de ingang is de glorie van St. Dominicus (zijn hemelvaart) en het dichtst bij het altaar is de verschijning van de Maagd aan St. Dominicus, terwijl in het midden een groot fresco meesterwerk het instituut van de rozenkrans verbeeldt. De Maagd, in een blauwe lucht met wolken, engelen en cherubijnen, steunt het Christuskind dat de rozenkrans uitsteekt naar de heilige Dominicus. De heilige staat op de top van een lange hoornen trap van waaruit hij de rozenkrans beschikbaar stelt aan het volk, zowel rijk als arm, inclusief een doge en een paus. Onderaan, het donkerste deel van het schilderij, tuimelen verdoemde zielen (ketters) uit de fotolijst. Dit was een van Tiepolo's eerste grote fresco-opdrachten.
Er zijn ook monochrome schilderijen op de plafonds en andere hoge delen van het interieur van de kerk. Deze werden ontworpen door Tiepolo, maar geschilderd met hulp van assistenten, hoewel blijkbaar strak gecontroleerd door de meester, omdat het onmogelijk is om een van hen aan een andere hand toe te schrijven.
Tiepolo schilderde ook het altaarstuk achter het eerste van de altaren aan de rechterzijde. Het tweede wordt gedecoreerd met een kleiner doek van Giovanni Battista Piazzetta, omkaderd door beeldhouwwerk van Giovanni Maria Morlaiter , een sculptuur van engelen uitgewerkt in marmer. Piazzetta creërde ook het doek boven het derde altaar.
Het eerste altaarstuk aan de linkerzijde is een schilderij van Sebastiano Ricci, het tweede altaar werd georneerd met een beeld van de Madonna van de Rozenkrans, het derde altaar had een altaarstuk van Tintoretto. Dit schilderij gedateerd rond 1560 behoorde tot de aankleding van de Chiesa di Santa Maria della Visitazione, was in slechte staat en werd door de Dominicanen herbruikt in hun nieuwe kerk, na een restauratie door Piazzetta in 1743.
Het meeste andere beeldhouwwerk in de kerk was van de hand van Giovanni Maria Morlaiter.